# Heart Attack Grill

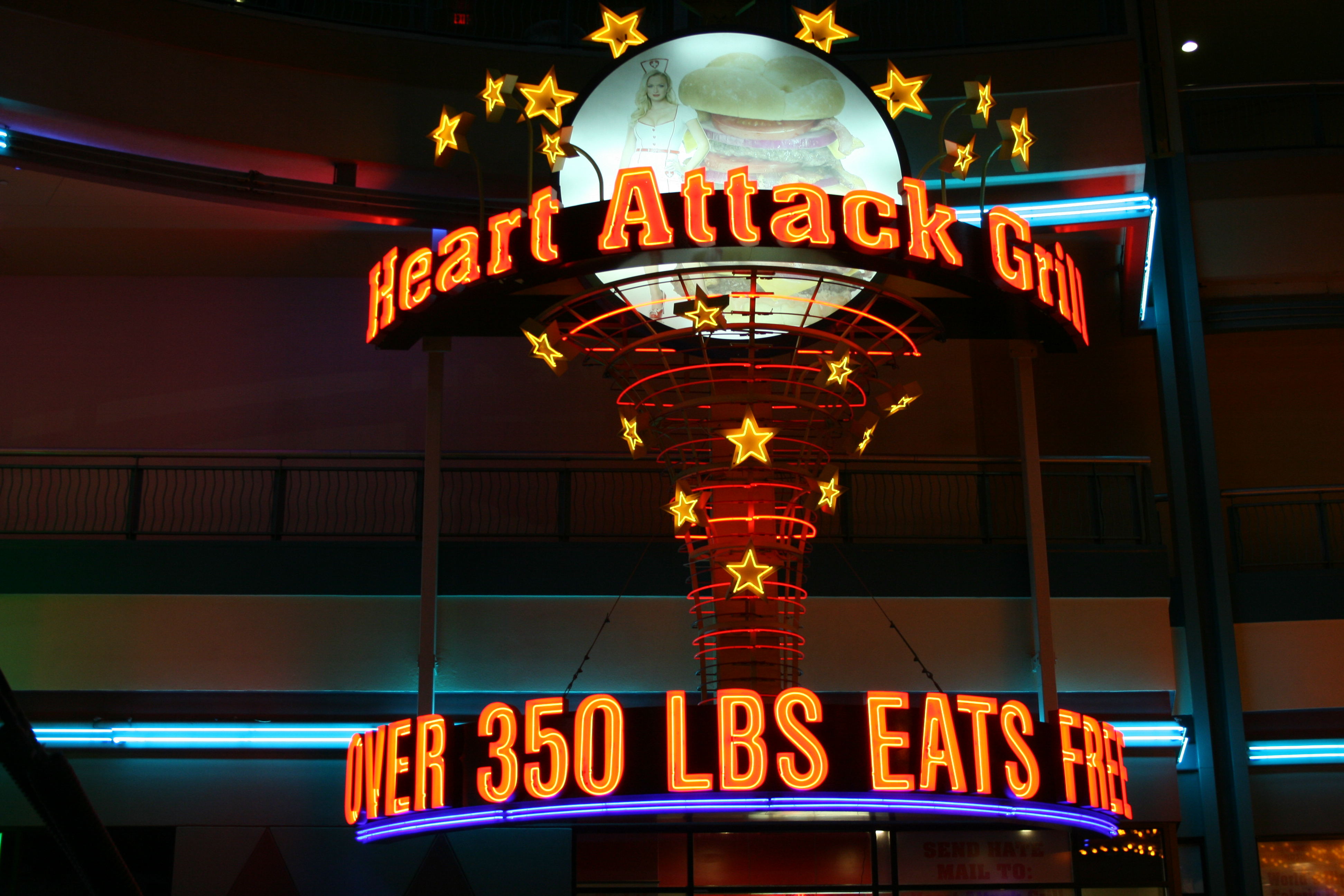
Insegna di Heart Attack Grill

Heart Attack Grill è un ristorante a tema statunitense di hamburger nato nel 2005 a Tempe, Arizona e attualmente situato a Las Vegas.
Il ristorante ha un arredo a tema da ospedale, con cameriere vestite da infermiere e che prendono "prescrizioni" anziché ordini e i clienti vengono chiamati "pazienti".

## Sculacciata
Chi non riesce a finire quanto ordina viene punito scherzosamente da una cameriera colpito da una paddle.

## Menù
Il menù prevede panini con un singolo, doppio, triplo, quadruplo e ottuplo hamburger con un peso che varia quindi dai 230 ai 910 g di carne di manzo. Inoltre, dentro e fuori dal ristorante sono presenti delle bilance, poiché i clienti che pesano più di 350 libbre (160 kg) possono mangiare gratis.

## In televisione
Il ristorante è apparso in programmi televisivi come Extreme Pig-outs su Travel Channel, All You Can Eat su The History Channel, World's Weirdest Restaurants su Food Network Canada, ABC News, in un rapporto della CBS con Bill Geist, in Khawatir 10 su MBC e in 7 peccati capitali su Showtime.
In Francia, appare in un episodio dedicato a Las Vegas di programmi televisivi Drôles de villes pour une rencontre.
In Spagna è apparso nel trentatreesimo episodio della settima stagione del programma televisivo Madrileños por el mundo, dedicato a Las Vegas, e anche nel decimo episodio della seconda stagione del programma televisivo Viajeros Cuatro, anch'esso dedicato a Las Vegas.